# Креснишке Поляне
Креснишке Поляне (на словенски: Kresniške Poljane) е село в Словения, регион Средна Словения, община Лития. Според Националната статистическа служба на Република Словения през 2015 г. селото има 344 жители.